# Poros-Katsambás

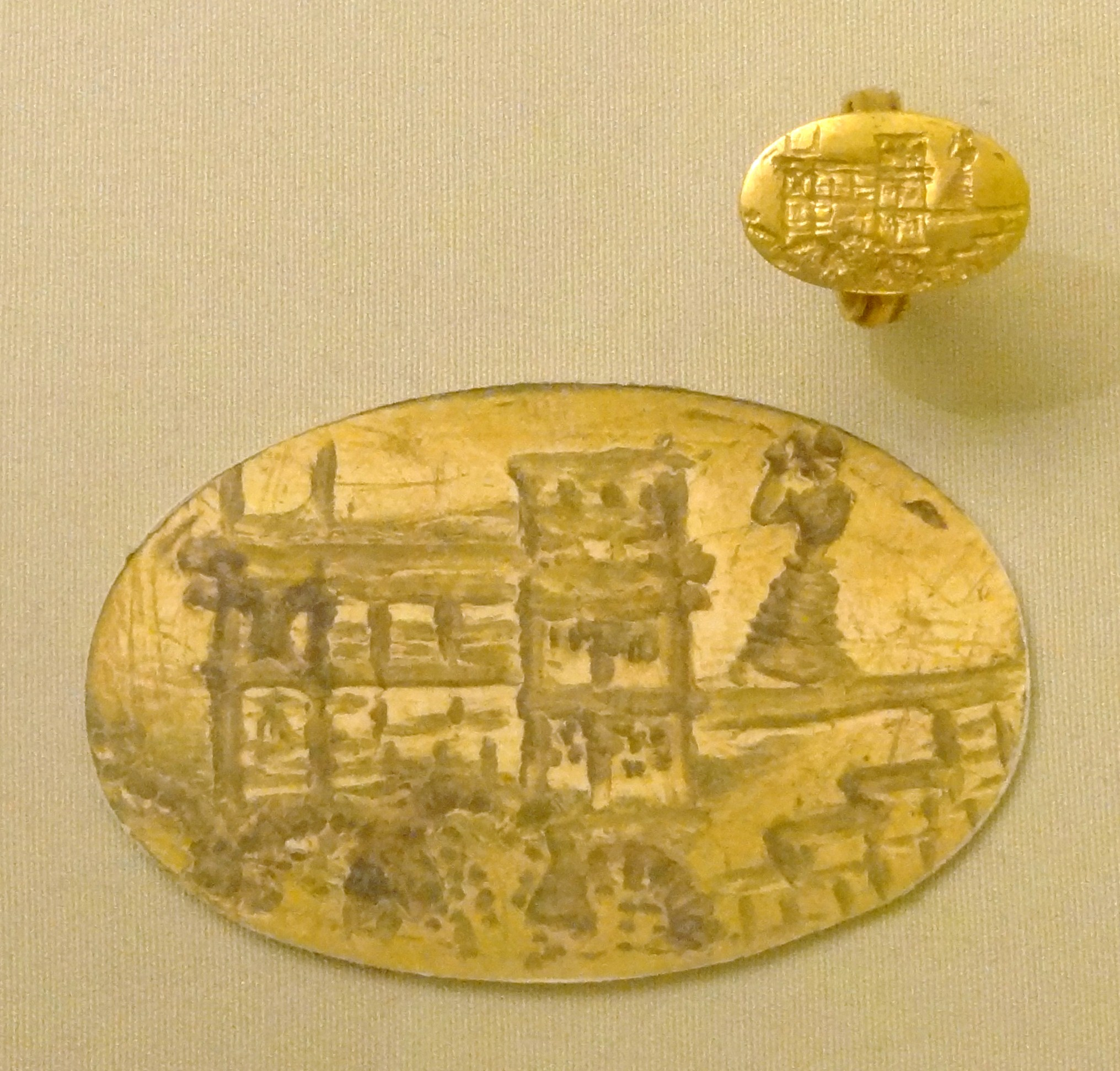
Uno de los anillos de sello de oro encontrados en Poros. Se conserva en el Museo Arqueológico de Heraclión.

Poros-Katsambás (en griego, Πόρος-Κατσαμπάς) es un área de la ciudad de Heraclión (Creta, Grecia), en los barrios de Poros y Katsambás, donde se han encontrado restos arqueológicos minoicos. Los hallazgos de esta área arqueológica han sugerido que en este lugar fue un importante asentamiento de la Edad del Bronce que funcionaba como puerto principal de Cnoso.
Se trata de un área cercana a la desembocadura del río que antiguamente se llamaba Cérato y actualmente Katsambás, que ha sido excavada en diferentes ocasiones a lo largo del siglo XX y principios del XXI. Se han encontrado restos del asentamiento que tuvo una ocupación ininterrumpida desde el Neolítico y a lo largo de todos los periodos de la civilización minoica. En un edificio de grandes dimensiones una de las estancias contenía restos de un altar, y entre los recipientes de cerámica había varios vasos de las serpientes. La estancia se ha interpretado como un santuario doméstico. También se han encontrado tumbas de las épocas neopalacial y post-palacial. Las instalaciones del área del puerto, sin embargo, están actualmente sumergidas bajo el mar.
Entre los hallazgos singulares se encuentran dos incensarios, la parte inferior de una estatua femenina con una inscripción en lineal A que pertenece al periodo minoico reciente IIIA, y varios sellos minoicos. Uno de ellos es un anillo de sello con una figura femenina, una masculina y dos aves, que se ha interpretado como un encuentro entre dos divinidades.